# Fruar och döttrar (TV-serie)
Fruar och döttrar (engelska: Wives and Daughters) är en kritikerrosad brittisk BBC-miniserie från 1999. Serien är baserad på romanen med samma namn av Elizabeth Gaskell. I huvudrollerna ses Justine Waddell, Bill Paterson, Francesca Annis och Keeley Hawes. Serien visades i SVT sommaren 2000.

## Rollista i urval
- Justine Waddell - Molly Gibson
- Bill Paterson - Mr. Gibson
- Francesca Annis - Mrs Kirkpatrick
- Keeley Hawes - Cynthia Kirkpatrick
- Tom Hollander - Osborne Hamley
- Iain Glen - Mr. Preston
- Anthony Howell - Roger Hamley
- Michael Gambon - Squire Hamley
- Penelope Wilton - Mrs. Hamley
- Rosamund Pike - Lady Harriet Cumnor
- Barbara Flynn - Miss Browning
- Ian Carmichael - Lord Cumnor
- Barbara Leigh-Hunt - Lady Cumnor
- Elizabeth Spriggs - Mrs. Goodenough
- Shaughan Seymour  - Lord Hollingford
- Deborah Findlay - Miss Phoebe
- Emily McKenzie - Maria
- Tonia Chauvet - Aimee
- Peter Copley - Robinson
- Fred Pearson - Sheepshanks